# Kataláz
A sejtszinten felszabaduló hidrogén-peroxidtól a kataláz enzim védi meg az emberi szervezetet. A H2O2-t az emberi szervezet a biokémiai folyamatai közben termeli melléktermékként, így a szervezet szinte minden sejtje tartalmaz kataláz enzimet.  Az öregedést a hidrogén-peroxid mellett egyéb szabad gyökök, oxidatív molekulák okozzák, az őket semlegesítő enzimek termelése az életkor előrehaladtával csökken. A hidrogén-peroxid köztudott, hogy nagyon roncsoló anyag, ezért mi élőlények igyekszünk mielőbb semlegesíteni szervezetünkben. Szerencsére a kataláz igen rövid idő alatt nagyon sok hidrogén-peroxid molekula semlegesítésére képes, ártalmatlan vízzé és oxigénné átalakítva azt.

## Az őszülés
Az őszülés jelenségének biológiai-kémiai hátterével már sok kutatás foglalkozik. Számos kísérlet után kimutathatóvá vált, hogy az őszülés akkor kezdődik el, amikor a hajhagymákban és  szőrtüszőkben már kritikus szint alá csökken a kataláz enzim szintje, ekkor az nem képes maradéktalanul elbontani a hidrogén-peroxidot, amely így természetes úton felgyűlik a hajszálakban így roncsolva a természetes színtesteket.